# Gergely-Andras-Gyula Szabo
Gergely-Andras-Gyula Szabo (ur. 13 kwietnia 1983 w Bukareszcie) – rumuński szachista i trener szachowy (FIDE Trainer od 2013), arcymistrz od 2010 roku.

## Kariera szachowa
W latach 1993–2000 wielokrotnie reprezentował Rumunię na mistrzostwach świata i Europy juniorów w różnych kategoriach wiekowych. W 2001 r. zdobył w Sovacie brązowy medal mistrzostw kraju juniorów do 18 lat, natomiast w 2008 r. zdobył w mieście Kluż-Napoka tytuł indywidualnego wicemistrza Rumunii.
Normy na tytuł arcymistrz wypełnił w 2009 r. na turniejach w Bukareszcie (memoriał Victora Ciocâltei, dz. I m. wspólnie z Constantinem Lupulescu i Ioanem-Cristianem Chirilą), Sarajewie (dz. IV m. za Nikola Sedlakiem, Bojanem Vuckoviciem i Milanem Draśko) oraz Belgradzie (dz. II m. za Marcinem Dziubą, wspólnie m.in. z Bosko Abramoviciem, Mirceą Parligrasem i Aleksą Strikoviciem). Do innych jego indywidualnych sukcesów należą:
- I m. w Bukareszcie (2000),
- I m. w Los Llanos de Arida (2004),
- dz. I m. w La Fere (2004, wspólnie z Wadymem Małachatko, Tigranem Gharamjanem, Viesturse, Meijersem i Żiwko Bratanowem)[3],
- II m. w Los Llanos de Arida (2005, za Christianem Seelem(inne języki)),
- dz. I m. w Cap Aurorze (2005, wspólnie z Vladem-Cristianem Jianu),
- dz. I m. w Băile Felix (2007, wspólnie m.in. z Mariusem Manolache i Alinem Berescu),
- dz. I m. w Eforie (2007, wspólnie z Borysem Czatałbaszewem),
- dz. I m. w Băile Felix (2008, wspólnie m.in. z Władysławem Niewiedniczym i Alinem Berescu),
- dz. I m. w Słonecznym Brzegu (2009, wspólnie z Momcziłem Nikołowem i Walentinem Jotowem),
- dz. II m. w Bukareszcie (2010, memoriał Victora Ciocâltei, za Andrei Murariu, wspólnie z Wadymem Szyszkinem),
- I m. w Bukareszcie (2011, memoriał Victora Ciocâltei).

Wielokrotnie reprezentował Rumunię w turniejach drużynowych, m.in.:
- trzykrotnie na drużynowych mistrzostwach Europy (w latach 2009, 2011, 2013)[4],
- na olimpiadzie szachowej juniorów do 16 lat (w roku 1999)[5],
- dwukrotnie na drużynowych mistrzostwach Europy juniorów do 18 lat (w latach 2000, 2001); dwukrotny medalista wspólnie z drużyną – srebrny (2001) i brązowy (2000)[6].

Najwyższy ranking w dotychczasowej karierze osiągnął 1 lipca 2010 r., z wynikiem 2568 punktów zajmował wówczas 5. miejsce wśród rumuńskich szachistów.